# الصمة القشيري
الصمة بن عبد الله بن الطفيل القشيري شاعر غزل إسلامي بدوي من شعراء العصر الأموي. قيل أنه أحبَّ فتاة من قومه، من بناتِ عمه، يقال لها العامرية بنت عطيف، فخطبها إلى أبيها فأبى أن يزوجه إياها ، وخطبها عامر بن بشر الجعفري فزوجه إياها، فلما بنى بها زوجها وجد بها وجدا شديدا، فزوجه أهله امرأة منهم يقال لها جبرة، فأقام معها يسيرا ثم رحل إلى الشام غضبا على قومه وقال:

## نسبه
الصمة بن عبد الله بن الطفيل بن قرة بن هبيرة بن عامر بن سلمة الخير بن قشير بن كعب بن ربيعة بن عامر بن صعصعة بن معاوية بن بكر بن هوازن بن منصور بن عكرمة بن خصفة بن قيس بن عيلان بن مضر بن نزار.

يحكي أنه كان يعشق محبوبته العامرية ابنة عمه فخطبها إلي أبيها فأبي أبوها ان يزوجه إياها كان أب صمة أخ لـ أب العامرية ونشبت بينهم بعض المشاكل في مراسيم الزواج حيث كان أبو العامرية يريد 100 ناقة حمراء مقابل ابنته بينما كان أبو صمة يريدها ب50 فقط. وإزدادت المشاكل وزاد عناد أبو صمة حتى أن أوصل العدد إلى 99 ناقة فرفضها أبو العامرية، وخطبها غيره، وهو عامر بن بشر بن براء فزوجه إياها وكان عامر هذا قصيرًا قبيحًا فقال الصمة يذم عامرًا:
شبه عامر بـالجعل (وهو نوع من الخنفساء ) الذي يسوق البعرة ويدحرجها برجليه ثم حزن الصمة حزنًا شديدًا على العامرية وزوجه أهله إمراة يقال لها جبرة بنت وحشي فأقام معها مدة يسيرة ثم رحل إلى الشام مُغاضبًا قومه وخلف زوجته عندهم وأخذ يقول شعرًا في العامرية ومن جيد  قوله فيها:

### رددن ولم تنهج لهن طريق
يقال أنه خرج مع المسلمين لغزو الديلم فمات في طبرستان.

## أقواله وأشعاره
من أشعاره غنت السيدة فيروز سنة 1972 الأبيات التالية من تلحين الأخوان الرحباني:
وقد استبدل الملحنين كلمة «بنفسي» في القصيدة الأصلية بكلمة «بروحي» للضرورة الموسيقية إذ أنّ الوقوف على حرف الواو من كلمة «بروحي» أكثر استساغة في الآداء الغنائي من الوقوف على حرف الفاء.
من أشهر مقولاته أيضا
- قصيدة كتبها في رحيله عن نجد